# Liste der Naturdenkmale im Bezirk Lichtenberg
Die Liste der Naturdenkmale im Bezirk Lichtenberg nennt die im Berliner Bezirk Lichtenberg ausgewiesenen Naturdenkmale (Stand Oktober 2021).

## Bäume
| Nr.                | Bezeichnung                  | Lage | Beschreibung | Schutzzweck                         | Bild                                    |
| ------------------ | ---------------------------- | --- | --- | ----------------------------------- | --------------------------------------- |
| 11-1/B Wikidata    | Balkan-Rosskastanie          | Rummelsburg, Eduardstraße, zwischen den Wohnhäusern Nr. 11 und Nr. 15 (Standort)                                                | Aesculus hippocastanum Alter 300 Jahre; Stammumfang 3,42 m, Höhe 20 m, Kronendurchmesser 15 m | Schönheit                           | mehr Fotos \| Fotos hochladen           |
| 11-2/B Wikidata    | Balkan-Rosskastanie          | Karlshorst, Eginhardstraße 4 (Standort)                                                                                         | Aesculus hippocastanum | Schönheit                           | mehr Fotos \| Fotos hochladen           |
| 11-3/B Wikidata    | Silber-Weide                 | Karlshorst, südwestlich des Grundstücks Lehndorffstraße 94 in der Kleingartenanlage Stallwiese nahe der Treskowallee (Standort) | Salix alba Alter 250 Jahre; Höhe 30 m, Stammumfang 8 m, Kronendurchmesser 20 m | Schönheit                           | Direkt Bild zu diesem Denkmal hochladen |
| 11-4/B Wikidata    | Stiel-Eiche                  | Karlshorst, vor dem Grundstück Rheinsteinstraße 99 / Köpenicker Allee 91 (Straßenbaum Nr. 53) (Standort)                        | Quercus robur | Schönheit                           | mehr Fotos \| Fotos hochladen           |
| 11-5/B Wikidata    | Rot-Eiche                    | Friedrichsfelde, vor dem Grundstück Lincoln-Straße 84, Ecke Delbrückstraße (Standort)                                           | Quercus rubra | Schönheit                           | mehr Fotos \| Fotos hochladen           |
| 11-6/B Wikidata    | Schein-Akazie                | Rummelsburg, Marie-Curie-Allee 101, hinterer Bereich (Standort)                                                                 | Robinia pseudoacacia | Schönheit                           | Direkt Bild zu diesem Denkmal hochladen |
| 11-7/B-2 Wikidata  | Säulen-Pappel                | Rummelsburg, Marie-Curie-Allee 103 (hinterer Bereich) (Standort)                                                                | Populus nigra Italica (die größere): Alter 80 Jahre; Höhe 80 m, Stammumfang 3,65 m, Kronendurchmesser 8 m | landeskundliche Gründe              | mehr Fotos \| Fotos hochladen           |
| 11-9/B Wikidata    | Stiel-Eiche                  | Karlshorst, Robert-Siewert-Straße 60, hinterer Grundstücksbereich (Standort)                                                    | Quercus robur | Schönheit, Seltenheit               | mehr Fotos \| Fotos hochladen           |
| 11-10/B Wikidata   | Douglasie                    | Karlshorst, Friedhof Robert-Siewert-Straße 61/63 (Standort)                                                                     | Pseudotsuga menziesii Alter 120 Jahre; Höhe 25 m, Stammumfang 2,20 m, Kronendurchmesser 12 m. Mit der Höhe ist sie in Lichtenberg einzigartig. | Schönheit, Seltenheit               | mehr Fotos \| Fotos hochladen           |
| 11-11/B Wikidata   | Gemeiner Efeu                | Karlshorst, Friedhof Robert-Siewert-Straße 65/67, südöstlich der Kapelle (Standort)                                             | Hedera helix Alter 100 Jahre; Höhe 3 m, Kronendurchmesser 5 m | Schönheit, Seltenheit               | mehr Fotos \| Fotos hochladen           |
| 11-12/B Wikidata   | Stiel-Eiche                  | Karlshorst, Floraplatz, Kleingartenanlage Florafreunde (Standort)                                                               | Quercus robur Alter 400 Jahre; Stammumfang 4,50 m, Höhe 30 m, Kronendurchmesser 25 m | Seltenheit                          | mehr Fotos \| Fotos hochladen           |
| 11-13/B Wikidata   | zwei Balkan-Rosskastanien    | Rummelsburg, Sophienstraße 6 (Standort)                                                                                         | Aesculus hippocastanum | Schönheit                           | mehr Fotos \| Fotos hochladen           |
| 11-14/B Wikidata   | Schein-Akazie                | Friedrichsfelde, Friedhof Rummelsburger Straße 71/73, nordwestlicher Bereich (Standort)                                         | Robinia pseudoacacia | Schönheit, Seltenheit (Efeubewuchs) | mehr Fotos \| Fotos hochladen           |
| 11-16/B Wikidata   | Spitz-Ahorn                  | Rummelsburg, Lückstraße 55 (Standort)                                                                                           | Acer platanoides Alter 150 Jahre; Höhe 25 m, Stammumfang 3,50 m, Kronendurchmesser 20 | Schönheit                           | mehr Fotos \| Fotos hochladen           |
| 11-17/B Wikidata   | Flatter-Ulme                 | Karlshorst, Hegemeisterweg (Standort)                                                                                           | Ulmus laevis | Seltenheit                          | Direkt Bild zu diesem Denkmal hochladen |
| 11-19/B Wikidata   | Platane                      | Rummelsburg, Hauptstraße 3 (Standort)                                                                                           | Platanus × acerifolia | Schönheit, Seltenheit               | Direkt Bild zu diesem Denkmal hochladen |
| 11-20/B Wikidata   | Balkan-Rosskastanie          | Karlshorst, Stechlinstraße 24 / Ehrlichstraße 55 (Standort)                                                                     | Aesculus hippocastanum | Schönheit                           | mehr Fotos \| Fotos hochladen           |
| 11-22/B Wikidata   | Balkan-Rosskastanie          | Fennpfuhl, Franz-Jacob-Straße 16/18 (Standort)                                                                                  | Aesculus hippocastanum | Schönheit                           | mehr Fotos \| Fotos hochladen           |
| 11-23/B Wikidata   | zwei Stiel-Eichen            | Friedrichsfelde, Charlottenstraße Ecke Alfred-Kowalke-Straße (Standort)                                                         | Quercus robur | Schönheit                           | mehr Fotos \| Fotos hochladen           |
| 11-24/B Wikidata   | Treskow-Platane              | Friedrichsfelde, Alfred-Kowalke-Straße 29, Ecke Stichstraße am Seniorenpflegeheim (Standort)                                    | Platanus × acerifolia | landeskundliche Gründe, Eigenart    | mehr Fotos \| Fotos hochladen           |
| 11-25/B Wikidata   | Silber-Pappel                | Lichtenberg, südlich Allee der Kosmonauten am Marzahn-Hohenschönhauser-Grenzgraben (Standort)                                   | Populus alba | Schönheit                           | Direkt Bild zu diesem Denkmal hochladen |
| 11-26/B Wikidata   | Platane                      | Lichtenberg, Gutspark, Möllendorffstraße 34–42 (Standort)                                                                       | Platanus × acerifolia Alter 300–400 Jahre; Höhe 15–25 m, Stammumfang 4,53 m, Kronendurchmesser 8 m | Schönheit                           | mehr Fotos \| Fotos hochladen           |
| 11–27/B Wikidata   | Gemeine Eibe                 | Lichtenberg, Gutspark, Möllendorffstraße 34–42 (Standort)                                                                       | Taxus baccata Alter zirka 150 Jahre; Höhe etwa 15–20 m | Schönheit, Seltenheit               | mehr Fotos \| Fotos hochladen           |
| 11–28/B Wikidata   | Silber-Pappel                | Karlshorst, Römerweg 31–37 (Standort)                                                                                           | Populus alba | Schönheit                           | mehr Fotos \| Fotos hochladen           |
| 11–29/B Wikidata   | Trauben-Eiche                | Lichtenberg, Fanningerstraße 23, Gartenhof (Standort)                                                                           | Quercus petraea | Schönheit                           | mehr Fotos \| Fotos hochladen           |
| 11–30/B Wikidata   | Stiel-Eiche                  | Friedrichsfelde, Upstallweg, Osterwäldchen nördlicher Bereich (Standort)                                                        | Quercus robur | Schönheit                           | mehr Fotos \| Fotos hochladen           |
| 11-31/B-1 Wikidata | Schwarz-Pappel               | Ev. Krankenhaus Königin Elisabeth (Standort)                                                                                    | Populus nigra |                                     | Direkt Bild zu diesem Denkmal hochladen |
| 11-31/B-2 Wikidata | Platane                      | Ev. Krankenhaus Königin Elisabeth (Standort)                                                                                    | Platanus x hispanica |                                     | Direkt Bild zu diesem Denkmal hochladen |
| 11-31/B-3 Wikidata | Stiel-Eiche                  | Ev. Krankenhaus Königin Elisabeth (Standort)                                                                                    | Quercus robur |                                     | Direkt Bild zu diesem Denkmal hochladen |
| 11-32/B-1 Wikidata | Blut-Buche                   | Friedrichsfelde, Tierpark Berlin (Standort)                                                                                     | Fagus sylvatica f. purpurea Alter 200 Jahre; Höhe 25 m, Stammumfang ?, Kronendurchmesser 20 m | Schönheit                           | mehr Fotos \| Fotos hochladen           |
| 11-32/B-2 Wikidata | Platane                      | Friedrichsfelde, Tierpark Berlin (Standort)                                                                                     | Platanus x hispanica Alter mehr als 150 Jahre; Höhe zirka 20 m, Stammumfang etwa 3,50 m | Schönheit                           | mehr Fotos \| Fotos hochladen           |
| 11-32/B-3 Wikidata | Stiel-Eiche                  | Tierpark Berlin, südlich Schloss Friedrichsfelde (Standort)                                                                     | Quercus robur |                                     | Direkt Bild zu diesem Denkmal hochladen |
| 11-32/B-4 Wikidata | Stiel-Eiche                  | Tierpark Berlin, südlich Schloss Friedrichsfelde (Standort)                                                                     | Quercus robur |                                     | Direkt Bild zu diesem Denkmal hochladen |
| 11–33/B Wikidata   | Stiel-Eiche                  | Friedrichsfelde, Tierpark Berlin, südöstlich Wisentgehege (Standort)                                                            | Quercus robur | Schönheit                           | mehr Fotos \| Fotos hochladen           |
| 11–34/B Wikidata   | Stiel-Eiche                  | Karlshorst, Treskowallee 159, Trabrennbahn, Stallanlage (Standort)                                                              | Quercus robur | Seltenheit                          | Direkt Bild zu diesem Denkmal hochladen |
| 11–35/B Wikidata   | Trauben-Eiche                | Malchow, Waldgebiet am nördlichen Uferbereich des Malchower Sees, nahe Naturlehrpfad (Standort)                                 | Quercus petraea | Schönheit, Seltenheit               | mehr Fotos \| Fotos hochladen           |
| 11-38/B-1 Wikidata | Balkan-Rosskastanie          | Dorfstraße Wartenberg (Standort)                                                                                                | Aesculus hippocastanum |                                     | mehr Fotos \| Fotos hochladen           |
| 11-38/B-2 Wikidata | Balkan-Rosskastanie          | Dorfstraße Wartenberg (Standort)                                                                                                | Aesculus hippocastanum |                                     | mehr Fotos \| Fotos hochladen           |
| 11-38/B-3 Wikidata | Balkan-Rosskastanie          | Dorfstraße Wartenberg (Standort)                                                                                                | Aesculus hippocastanum |                                     | Direkt Bild zu diesem Denkmal hochladen |
| 11-38/B-4 Wikidata | Balkan-Rosskastanie          | Dorfstraße Wartenberg (Standort)                                                                                                | Aesculus hippocastanum |                                     | mehr Fotos \| Fotos hochladen           |
| 11–39/B Wikidata   | Sommer-Linde                 | Wartenberg, südlich der Kreuzung Dorfstraße / Lindenberger Straße (Standort)                                                    | Tilia platyphyllos Alter 150 Jahre; Höhe 22 m, Stammumfang 3,6 m, Kronendurchmesser 20 m | Seltenheit                          | mehr Fotos \| Fotos hochladen           |
| 11–40/B Wikidata   | Silber-Weide                 | Lichtenberg, Stadtpark, auf der Teichinsel (Standort)                                                                           | Salix alba | Seltenheit                          | Fotos hochladen                         |
| 11–41/B Wikidata   | Scharlach-Eiche              | Lichtenberg, Gutspark, nordwestlich vom Tennisplatz (Standort)                                                                  | Quercus coccinea Münchh. | Seltenheit                          | Direkt Bild zu diesem Denkmal hochladen |
| 11–42/B Wikidata   | Hänge-Birke                  | Alt-Hohenschönhausen, Paul-Koenig-Straße 21 (Standort)                                                                          | Betula pendula Roth | Seltenheit                          | Direkt Bild zu diesem Denkmal hochladen |
| 11–43/B Wikidata   | Hainbuche                    | Friedrichsfelde, Tierpark, südöstlich des Schlosses (Standort)                                                                  | Carpinus betulus | Seltenheit                          | Direkt Bild zu diesem Denkmal hochladen |
| 11–44/B Wikidata   | Stiel-Eiche                  | Friedrichsfelde, Tierpark, nordöstlich des Haupteingangs (Standort)                                                             | Quercus robur | Seltenheit                          | Direkt Bild zu diesem Denkmal hochladen |
| 11–45/B Wikidata   | Hänge-Buche                  | Friedrichsfelde, Tierpark, südöstlich der Cafeteria am See (Standort)                                                           | Fagus sylvatica var. pendula Lodd | Seltenheit                          | Direkt Bild zu diesem Denkmal hochladen |
| 11–46/B Wikidata   | Gewöhnlicher Efeu            | Friedrichsfelde, Tierpark, Eingang Streichelzoo (Standort)                                                                      | Hedera helix | Seltenheit                          | Direkt Bild zu diesem Denkmal hochladen |
| 11–47/B Wikidata   | Stiel-Eiche                  | Lichtenberg, Josef-Orlopp-Straße 16 (Standort)                                                                                  | Quercus robur Steht auf einem frei einsehbaren Wohnhof; zum Häuserblock gehören die Hausnummern 8 bis 18, die in den 1950er Jahren hier von einer Arbeiterwohnungsbaugenossenschaft errichtet wurden. Geschätzt 100 Jahre alt, also um 1920 gewachsen. Auf Initiative des Anwohners Manfred Kneifel 2021 zum Naturdenkmal erklärt. | Seltenheit                          | Fotos hochladen                         |
| 11–48/B Wikidata   | Wintergrüne Eiche            | Friedrichsfelde, Tierpark, Eingang Streichelzoo (Standort)                                                                      | Quercus x turneri | Seltenheit                          | Fotos hochladen                         |
| 11–49/B Wikidata   | Chinesischer Guttaperchabaum | Friedrichsfelde, Tierpark, nordöstlich der Kamelwiese (Standort)                                                                | Eucommia ulmoides Oliv. ist ein laubabwerfender Baum mit Wuchshöhen zwischen 15 und 20 m. Eigentliche Heimat sind hügelige Landschaften in China. Wahrscheinlich in der Trteskowschen Zeit hier gepflanzt. | Seltenheit                          | Direkt Bild zu diesem Denkmal hochladen |
| 11–50/B Wikidata   | Butternuss                   | Friedrichsfelde, Tierpark, Ostufer Teich der Gibbonanlage (Standort)                                                            | Juglans cinerea | Seltenheit                          | Direkt Bild zu diesem Denkmal hochladen |
| 11–51/B Wikidata   | Amerikanischer Zürgelbaum    | Friedrichsfelde, Tierpark, ca. 200 m östlich des Schlosses (Standort)                                                           | Celtis occidentalis | Seltenheit                          | Direkt Bild zu diesem Denkmal hochladen |
| 11–52/B Wikidata   | Kultur-Birne                 | Lichtenberg, Gutspark, auf Höhe Möllendorffstraße 80 (Standort)                                                                 | Pyrus communis | Seltenheit                          | Fotos hochladen                         |
| 11–53/B Wikidata   | Rot-Eiche                    | Friedrichsfelde, gegenüber Lincolnstraße 24 (Standort)                                                                          | Quercus rubra | Seltenheit                          | Direkt Bild zu diesem Denkmal hochladen |
| 11–54/B Wikidata   | Kultur-Birne                 | Alt-Hohenschönhausen, nördlich von Mittelstraße 16 an der Wegeinmündung (Standort)                                              | Pyrus communis | Seltenheit                          | Direkt Bild zu diesem Denkmal hochladen |
| 11–55/B Wikidata   | Blutbuche                    | Falkenberg, Ahrensfelder Chaussee 79-81 (Standort)                                                                              | Fagus sylvatica var. purpurea | Seltenheit                          | Direkt Bild zu diesem Denkmal hochladen |
| 11–56/B Wikidata   | Blutbuche                    | Lichtenberg, Herzbergstraße 79, Krankenhaus Königin Elisabeth Herzberge (KEH) (Park), südlich Großer Herzbergteich (Standort)   | Fagus sylvatica var. purpurea | Seltenheit                          | Direkt Bild zu diesem Denkmal hochladen |
| 11–57/B Wikidata   | Blutbuche                    | Alt-Hohenschönhausen, Manetstraße 54 (Standort)                                                                                 | Fagus sylvatica var. purpurea | Seltenheit                          | Direkt Bild zu diesem Denkmal hochladen |
| 11–58/B-1 Wikidata | Magnolie                     | Lichtenberg, Herzbergstraße 79, Krankenhaus Königin Elisabeth Herzberge (KEH) (Park), westlich vor dem Hauptgebäude (Standort)  | Magnolia spec. | Seltenheit                          | Fotos hochladen                         |
| 11–58/B-2 Wikidata | Magnolie                     | Lichtenberg, Herzbergstraße 79, Krankenhaus Königin Elisabeth Herzberge (KEH) (Park), östlich vor dem Hauptgebäude (Standort)   | Magnolia spec. | Seltenheit                          | Fotos hochladen                         |
| 11–59/B Wikidata   | Stiel-Eiche                  | Alt-Hohenschönhausen, Joachimsthaler Straße 4–10 (Standort)                                                                     | Quercus robur | Seltenheit                          | Direkt Bild zu diesem Denkmal hochladen |
| 11–60/B Wikidata   | Stiel-Eiche                  | Wartenberg, südlich von Dorfstraße 4B (Standort)                                                                                | Quercus robur | Seltenheit                          | Direkt Bild zu diesem Denkmal hochladen |
| 11–61/B Wikidata   | Gewöhnliche Rosskastanie     | Wartenberg, vor Dorfstraße 30 (Standort)                                                                                        | Aesculus hippocastanum | Seltenheit                          | Direkt Bild zu diesem Denkmal hochladen |

## Ehemalige Naturdenkmale
| Nr.              | Bezeichnung        | Lage                                                                                              | Beschreibung | Schutzzweck                     | Bild                                    |
| ---------------- | ------------------ | ------------------------------------------------------------------------------------------------- | --- | ------------------------------- | --------------------------------------- |
| 11-8/B Wikidata  | Spitz-Ahorn        | Rummelsburg, Marie-Curie-Allee 113, hinterer Bereich (Standort)                                   | Acer platanoides; bei Neuausweisung 2021 nicht mehr gelistet                                                                     | Schönheit                       | Direkt Bild zu diesem Denkmal hochladen |
| 11-15/B Wikidata | vier Gemeine Eiben | Friedrichsfelde, Friedhof Rummelsburger Straße 71/73, Friedhofsmauer (Standort)                   | Taxus baccata; bei Neuausweisung 2021 nicht mehr gelistet                                                                        | Schönheit, Seltenheit, Eigenart | mehr Fotos \| Fotos hochladen           |
| 11-18/B Wikidata | zwei Stechpalmen   | Karlshorst, Eginhardstraße 8 (Standort)                                                           | Ilex aquifolium; bei Neuausweisung 2021 nicht mehr gelistet                                                                      | Schönheit, Seltenheit           | mehr Fotos \| Fotos hochladen           |
| 11-21/B Wikidata | Zitter-Pappel      | Fennpfuhl, östliches Ufer des Fennpfuhls (Standort)                                               | Populus tremula; bei Neuausweisung 2021 nicht mehr gelistet                                                                      | Schönheit                       | Direkt Bild zu diesem Denkmal hochladen |
| 11–36/B Wikidata | Kanadische Pappel  | Alt-Hohenschönhausen, Malchower Weg 40–66, an der Privatstraße 9, westlich des Teiches (Standort) | Populus × canadensis; bei Neuausweisung 2021 nicht mehr gelistet                                                                 | Schönheit                       | mehr Fotos \| Fotos hochladen           |
| 11–37/B Wikidata | Feld-Ahorn         | Alt-Hohenschönhausen, Orankesee-Park, südöstlich des Sees (Standort)                              | Acer campestre Alter 90 Jahre; Höhe 15 m, Stammumfang 1,70 m, Kronendurchmesser 15 m; bei Neuausweisung 2021 nicht mehr gelistet | Schönheit, Seltenheit           | mehr Fotos \| Fotos hochladen           |